# العلاء بن المسيب
الْعَلَاء بن الْمسيب بن رَافع التغلبي وَيُقَال الْكَاهِلِي من أهل الْكُوفَة، من رواة الحديث وهو ثقة. روى عَن سُهَيْل فِي الْحبّ والبغض وفضيل بن عَمْرو فِي الْقدر.

## روايته للحديث النبوي
- حدث عن: خيثمة بن عبد الرحمن، وإبراهيم، وعطاء بن أبي رباح وجماعة.
- روى عنه: جرير بن عبد الحميد، وعبثر بن القاسم وحفص بن غياث، ومروان بن معاوية، ومحمد بن فضيل. وآخرون.[3]

## أقوال العلماء فيه
- قال أبو الفتح الأزدي: «في بعض حديثه نظر».
- قال أبو حاتم الرازي: «صالح الحديث».
- قال أبو عبد الله الحاكم النيسابوري: «له أوهام في الإسناد والمتن».
- قال أحمد بن صالح الجيلي: «ثقة».
- قال ابن حجر العسقلاني: «ثقة ربما وهم، ومرة: تكلم فيه الأزدي بلا مستند، وليس له في البخاري توبع عليهما».
- قال الذهبي: «ثقة، ومرة: قال بعضهم كان يهم كثيرا، وهو قول لا يعبأ به».
- قال محمد بن سعد كاتب الواقدي: «ثقة».
- قال محمد بن عمار الموصلي: «ثقة يحتج بحديثه».
- قال مصنفوا تحرير تقريب التهذيب: «ثقة مطلقا، أطلق توثيقه الجهابذة، واحتج به الشيخان في صحيحيهما، ولا نعلم فيه جرحا معتبرا».
- قال يحيى بن معين: «ثقة مأمون».
- قال يعقوب بن سفيان الفسوي: «ثقة».[1]